# Кетвурст

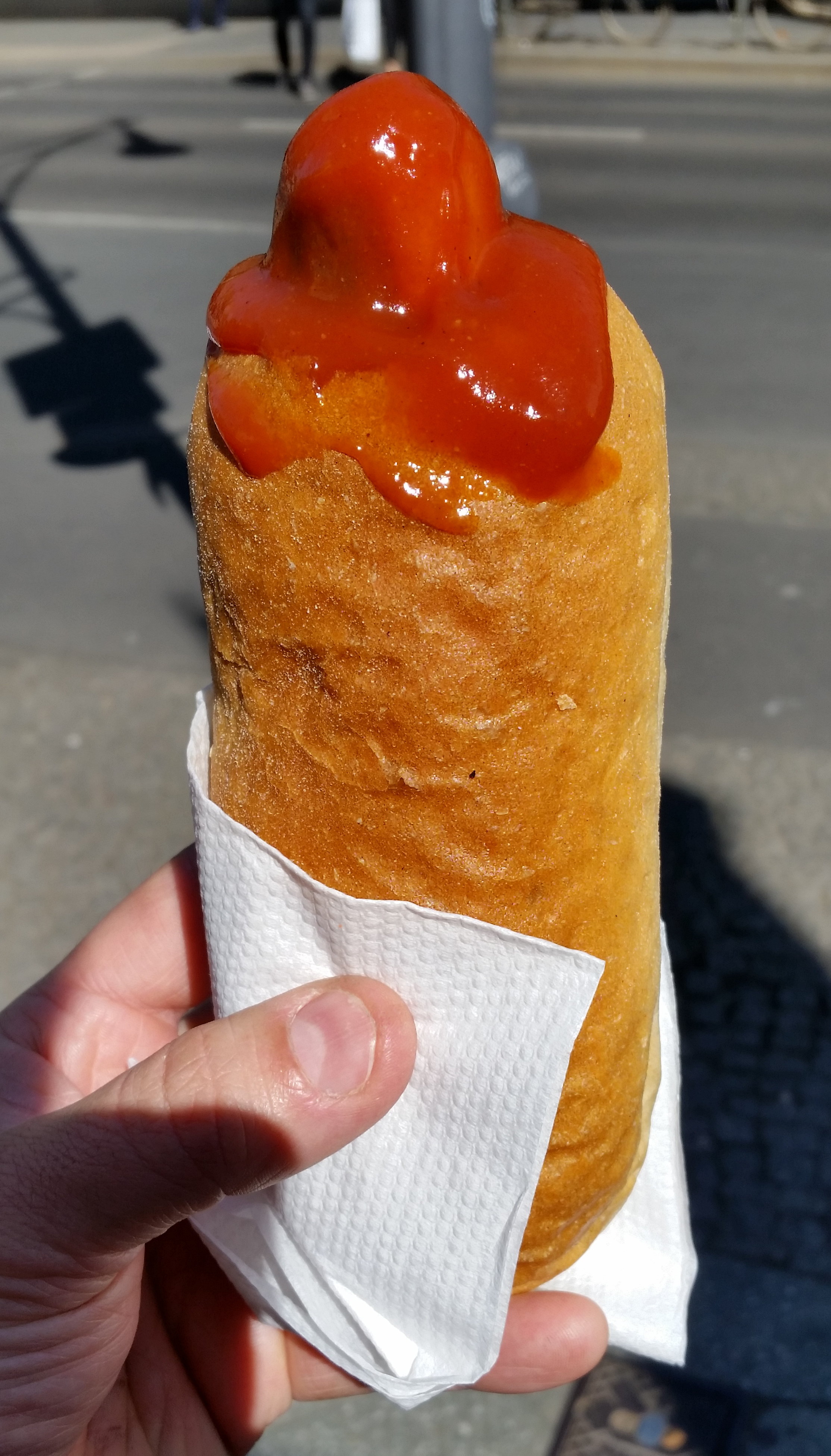
Кетвурст

Ке́твурст (нем. Ketwurst — «колбаса с кетчупом») — немецкая уличная закуска, внешне похожая на хот-дог или сосиску в тесте. Кетвурст представляет собой сосиску в пшеничной булке с кетчупом и появился наряду с котлетой-гриллеттой в Германской Демократической Республике в конце 1970-х годов.
Кетвурст разработали в НИИ по рационализации общественного питания ГДР в Берлине для преодоления дефицита мощностей предприятий общественного питания в центре столицы у площади Александерплац или, по другой версии, на предприятии общественного питания HO «У телебашни». По некоторым данным, идея кетвурста пришла молодым берлинским рационализаторам после визита в Будапешт. На третьей молодёжной отраслевой «Выставке мастеров завтрашнего дня» снабженческое решение «Кетвурст» удостоилось грамоты. Кулинарный образец остальгии. Несмотря на свою очевидную вторичность к западному хот-догу, после объединения Германии кетвурст выжил и сохранился, в особенности в Берлине. Известной точкой продажи кетвурстов является киоск на Шёнхаузер-аллее.
Для приготовления кетвурста очищенный от искусственной оболочки боквурст разогревают в духовом шкафу, а мягкую белую булочку из специального воздушного теста вытянутой формы нанизывают для разогрева на горячий металлический цилиндр, чтобы одновременно в ней образовалась пустота. Сосиску окунают в соус из кетчупа и втыкают в булочку. Для поедания кетвурста требуется определённая осторожность, чтобы не испачкаться томатным соусом.